# 부여 무량사 승탑군
외산 무량사 부도군은 충청남도 부여군 외산면에 있다. 2002년 6월 10일 부여군의 향토문화유산 제56호로 지정되었다.